# Лес О'Коннелл
Лес О'Коннелл (англ. Les O'Connell, 23 травня 1958) — новозеландський академічний веслувальник.
Олімпійський чемпіон 1984 року в складі розпашної четвірки без стернового.
Чемпіон світу 1982 (вісімки), 1983 (розпашні четвірки зі стерновим) років.